# 烏赫塔河
烏赫塔河（Ухта）是俄羅斯的河流，位於科密共和國，是伊日馬河的左支流，屬於伯朝拉河流域，發源自季曼嶺，流經烏赫塔，在索斯諾戈爾斯克注入伊日馬河，河道全長199公里，流域面積4,510平方公里，離河口13公里處平均流量為每秒48.9立方米，每年10月至4月結冰。